# Мито (Ибараки)
Мито (јап. 水戸市) град је у Јапану у префектури Ибараки. Према попису становништва из 2005. у граду је живело 262.532 становника.

## Становништво
Према подацима са пописа, у граду је 2005. године живело 262.532 становника.
| 1995.   | 2000.   | 2005.   |
| ------- | ------- | ------- |
| 261.275 | 261.562 | 262.532 |

## Спорт
Мито има фудбалски клуб Мито холихок.

## Партнерски градови
- Анахајм